# José Paranhos (wicehrabia Rio Branco)

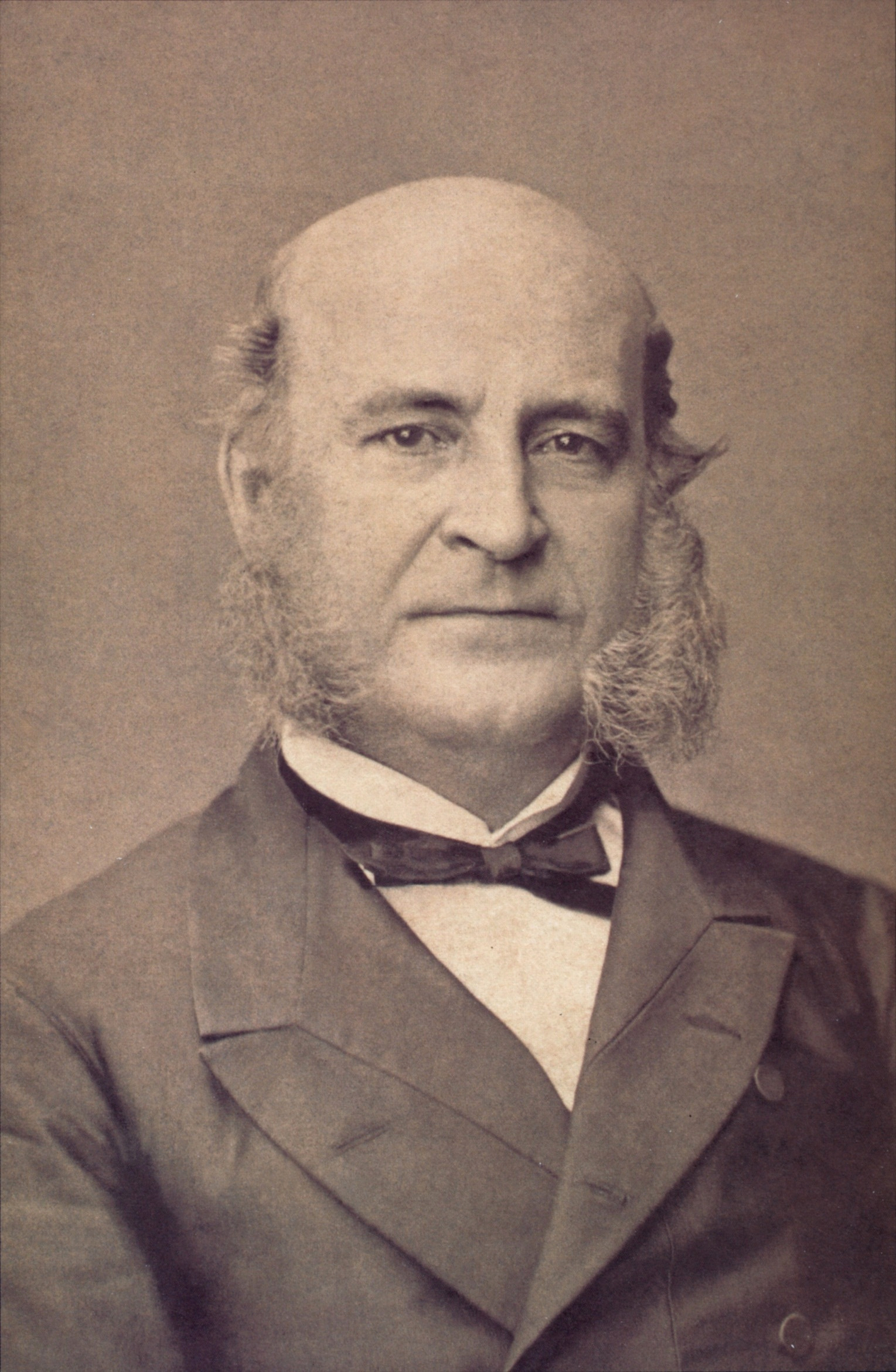
José Paranhos, wicehrabia Rio Branco (1879)

José Maria da Silva Paranhos, wicehrabia Rio Branco (ur. 16 marca 1819 w Salvadorze, zm. 1 listopada 1880 w Rio de Janeiro) – brazylijski polityk i dyplomata. 
Był posłem, a później senatorem. Był jednym z założycieli Brazylijskiej Partii Konserwatywnej (choć początkowo był członkiem Partii Liberalnej). Wielokrotnie pełnił funkcje ministra. W latach 1871–1875 był premierem Brazylii. Jako dyplomata prowadził negocjacje w sprawach granicy z Argentyną i Francją (terytoriom Gujany).